# Cristaria multifida
Cristaria multifida är en malvaväxtart. Cristaria multifida ingår i släktet Cristaria och familjen malvaväxter.

## Underarter
Arten delas in i följande underarter:
- C. m. moquipana
- C. m. multifida